# Lissay-Lochy
Lissay-Lochy è un comune francese di 219 abitanti situato nel dipartimento del Cher, nella regione del Centro-Valle della Loira.

## Società

### Evoluzione demografica
Abitanti censiti